# Psychotria satabiei
Espèce
Psychotria satabiei  O.Lachenaud est une espèce de plantes du genre Psychotria. C’est une plante endémique du Cameroun. On la trouve notamment à Nguti, dans la région du Sud-Ouest.

## Étymologie
Son épithète spécifique satabiei rend hommage à Benoît Satabié qui collecta les premiers spécimens en 1979, en compagnie de René Letouzey.

## Description
C'est une herbacée de 60 cm de haut. Son fruit est vert.

## Distribution
L'espèce a été observée au Cameroun dans la région du Sud.
D'autres spécimens ont été collectés par Vincent Droissart en juin 2015 à Ngovayang, dans le massif du même nom, à une altitude de 824 m.